# Joás de Israel
Joás ou Jeoás (em hebraico: יְהוֹאָשׁ; romaniz.: Yəhō'āš; lit. "Yahweh deu"; em acádio: 𒅀𒀪𒋢; romaniz.: Yaʾsu) foi o décimo segundo rei de Israel e sucedeu seu pai, Joacaz. Seu reinado durou 16 anos, durante os quais o Reino de Israel enfrentou grandes desafios. Na época, o reino estava sendo devastado pelos arameus, liderados pelo rei Hazael, que conquistavam territórios controlados por Israel.

## Reinado
Durante seu reinado, Jeoás visitou ao profeta Eliseu, que estava doente. O rei de Israel chorou amargamente e depois disse: 
"Meu pai, meu pai, carros de Israel e seus cavaleiros!" 
Então, Eliseu pediu para Jeoás pegar um arco e uma flecha, abrir a janela e atirar. Depois de ter feito isso, Eliseu lhe disse:
"A flecha do livramento do Senhor é a flecha do livramento contra os siros; porque ferirás os siros em Afeca, até os consumir." 
Depois, Eliseu pediu para Jeoás pegar mais flechas e atirar na terra. Porém, Jeoás atirou três vezes, assim indignando o profeta, que disse:
"Cinco ou seis vezes a deverias ter ferido; então, feririas os siros até os consumir; porém agora só três vezes ferirás os siros." 
Então, após a morte de Eliseu, Jeoás derrotou três vezes os sírios de Benadade III e reconquistou as terras que Hazael havia tomado. 

Após a reconquista, Amazias, rei de Judá, desafiou Jeoás para guerrear. Então, o rei de Israel o avisou dizendo:
No Líbano um cardo mandou dizer a um cedro: ‘Dá a tua filha em casamento ao meu filho.’ Nessa altura, passou um animal selvagem que pisou o cardo e o esmagou! Ficaste muito orgulhoso com a conquista de Edom; contudo, dou-te um conselho: fica em casa e não te metas comigo. Porque haverias de provocar um desastre não só para ti como para Judá?”
Porém, Amazias ignorou o aviso, assim, fazendo com que o rei de Israel guerreasse. Então, Jeoás derrotou o exército de Amazias em Bete-Semes, levando-o prisioneiro em Jerusalém e roubando os tesouros no Templo e no palácio.